# Sommer-Paralympics 2008/Teilnehmer (Zentralafrikanische Republik)
| stlisierte Goldmedaille | stlisierte Silbermedaille | stlisierte Bronzemedaille |
| ----------------------- | ------------------------- | ------------------------- |
| —                       | —                         | —                         |

Die Zentralafrikanische Republik nahm mit dem Kugelstoßer Rosel-Clemariot-Christian Nikoua an den Sommer-Paralympics 2008 im chinesischen Peking teil, der auch Fahnenträger beim Einzug der Mannschaft war. Ein Medaillenerfolg der Zentralafrikanischen Republik blieb jedoch aus.

## Teilnehmer nach Sportart

### Leichtathletik
Männer
- Rosel-Clemariot-Christian Nikoua